# Daniel Butala
Daniel Butala (Karlovac, 26. travnja 1943, umro 18.07.2017 .), hrvatski slikar i likovni pedagog
U Zagrebu diplomirao na ALU u klasi I. Šebalja. Crta nadrealističke slike tehnikom tuša. Organizirao koloniju ZILIK. Direktor karlovačkog Gradskog muzeja. 

## Vanjske poveznice
- Culturenet
- Facebook
- Izložba: Daniel Butala izlaže u dvorcu Sveti Križ Začretje  Večernji list
- Retrospektivna izložba Daniel Butala - 1970 – 2014.  Arhivirana inačica izvorne stranice od 4. ožujka 2017. (Wayback Machine) Gradski muzej Karlovac